# Donja Koprivna
Donja Koprivna je naseljeno mjesto u gradu Cazinu, Federacija Bosne i Hercegovine, BiH.

## Zemljopis
Donja Koprivna je naselje smješteno na sjeveroistoku Grada Cazin. Ovo je izuzetno brdovit i šumovit kraj, tako da je svaki zaseok smješten na nekome brdu. Sami ulaz u naselje jeste kotlinica Koprivske rijeke, rječice koja protiče kroz više cazinskih naselja, a ulijeva se u ponornicu Horljavu. Gospodarski je razvijeno područje.
Donja Koprivna je i sjedište istoimene Mjesne zajednice koja obuhvaća naselja: Donja Koprivna i Pivnice.

## Stanovništvo

### Popisi 1971. – 1991.
| Donja Koprivna     |              |              |              |
| godina popisa      | 1991.        | 1981.        | 1971.        |
| Muslimani          | 999 (99,20%) | 912 (99,23%) | 730 (99,59%) |
| Srbi               | 4 (0,39%)    | 3 (0,32%)    | 0            |
| Hrvati             | 1 (0,09%)    | 0            | 0            |
| Jugoslaveni        | 1 (0,09%)    | 1 (0,10%)    | 1 (0,13%)    |
| ostali i nepoznato | 2 (0,19%)    | 3 (0,32%)    | 2 (0,27%)    |
| ukupno             | 1.007        | 919          | 733          |

### Popis 2013.
| Donja Koprivna     |                |
| godina popisa      | 2013.          |
| Bošnjaci           | 1.238 (99,12%) |
| Hrvati             | 3 (0,24%)      |
| Srbi               | 0              |
| ostali i nepoznato | 8 (0,64%)      |
| ukupno             | 1.249          |